# Bakeliet
Bakeliet (geregistreerde merknaam voor fenolhars) wordt beschouwd als de allereerste volledig synthetische kunststof. Het werd vooral rond het midden van de twintigste eeuw veel toegepast en is genoemd naar de Gentenaar Leo Baekeland (1863 - 1944).

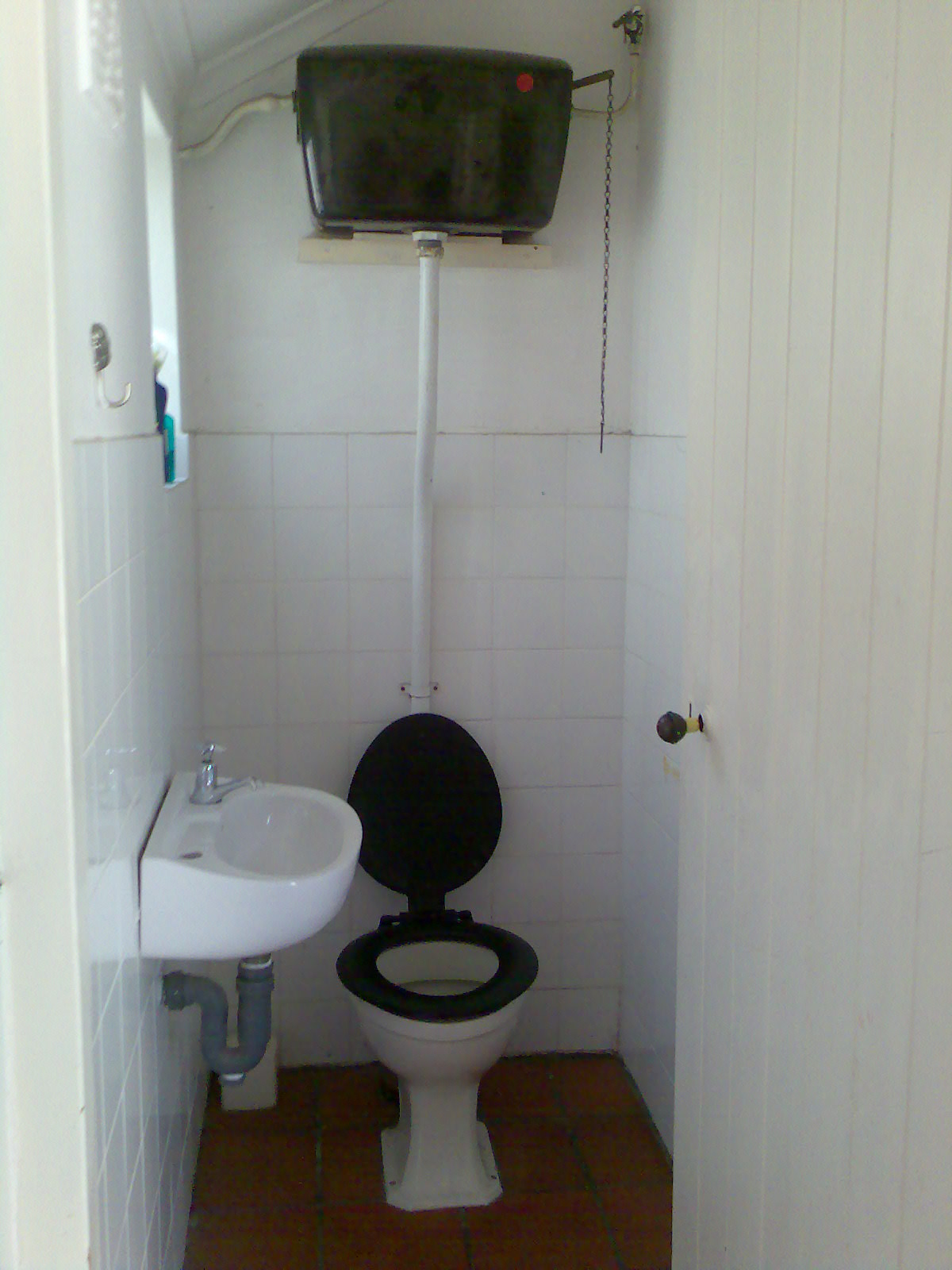
Amosiethoudende stortbak en toiletbril

## Ontdekking
Bakeliet dankt zijn naam aan Leo Baekeland, een Amerikaanse scheikundige van Belgische origine. Aan het begin van de twintigste eeuw experimenteerde hij met mengsels van fenol en formaldehyde. Het resultaat was uiteindelijk de kunststof bakeliet (omstreeks 1907). De merknaam Bakelite werd voor het eerst gedeponeerd in Duitsland op 22 mei 1909. Op 7 december 1909 werd een octrooi verleend op bakeliet. Fenolhars werd voor het eerst commercieel geproduceerd onder het merk Bakelite door de Duitse firma Bakelite GmbH, later Bakelite AG, mede opgericht door Leo Baekeland in Erkner bij Berlijn.

## Eigenschappen
Aan de schematische tekening van het molecuulmodel is te zien dat bakeliet een netwerk vormt. Door deze opbouw is bakeliet een thermoharder. Een thermoharder is een kunststof die bij verhoging van temperatuur eerder uiteenvalt dan zacht wordt. Een thermoharder kan daardoor niet worden gebogen of anderszins vervormd; een product moet direct in de definitieve vorm worden gemaakt.
Bakeliet is een kunstharsproduct en laat zich tijdens het productieproces onder hoge druk in allerlei vormen persen. Het zo gevormde bakelieten voorwerp beschikt over een grote mechanische stevigheid en hoog elektrisch isolatievermogen. Vanwege deze laatste eigenschap werd bakeliet aanvankelijk veel toegepast in de elektrotechniek. Verder werd het onder meer gebruikt voor het vervaardigen van deurkrukken, radiokasten en telefoons. Met de komst van nieuwere kunststoffen verloor bakeliet zijn betekenis.
Aan sommige soorten bakeliet zijn asbestvezels toegevoegd, bijvoorbeeld voor stortbakken van toiletten, toiletbrillen, schakelmateriaal en vensterbanken.

## Technische gegevens
- Thermoharder
- Dichtheid 1,28 g/cm³
- Zeer goede isolator:
  - Lage elektrische geleidbaarheid
  - Hoge doorslagspanning (in de orde van 20 kV/mm)
  - Bestand tegen temperaturen tot 300 °C
- Vrijwel niet brandbaar

## Productieproces
Bakeliet wordt vervaardigd door de monomeren fenol (1) en formaldehyde (2) onderling te laten reageren, met een zuur als katalysator:
Fenol is een benzeenderivaat (een aromatisch alcohol) en formaldehyde bezit een carbonylgroep. Deze heteroatomaire dubbele binding bevat meer energie dan een enkelvoudige en is dus reactiever. Als deze twee stoffen samengevoegd worden, zal de dubbele binding van de formaldehyde openbreken. Het O-atoom zal reageren met twee H-atomen van de benzeenmolecule en vormt zo water. Het gedeelte van het formaldehyde-molecule dat overblijft - formeel een CH2-eenheid - wordt via de twee vrije valentie-elektronen op het koolstofatoom gebonden tussen twee fenolmoleculen.
Dit proces is een polycondensatie omdat er een polymeer wordt gevormd door combinatie van twee kleinere moleculen onder afsplitsing van een ander (water in dit geval).

## Toepassingen

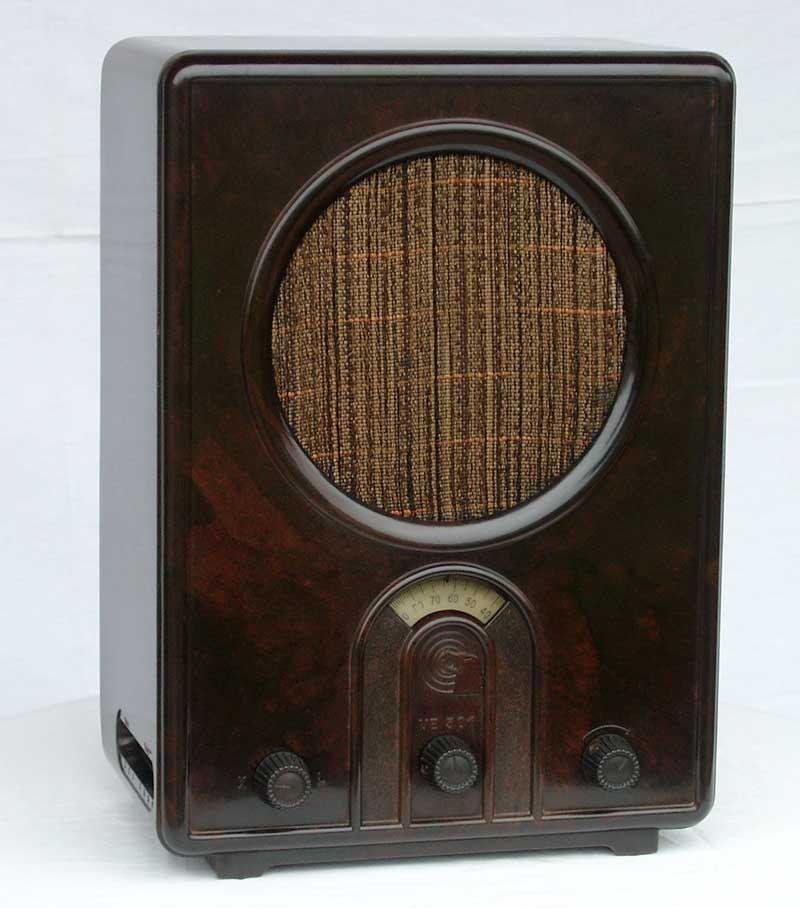
Een radiotoestel (Volksempfänger) met bakelieten behuizing

Bakeliet kent talloze toepassingen, zoals:
- Tussenlaag in geleiders als elektrische isolatie, bijvoorbeeld bij de stroomleidingen boven de treinsporen
- Hittebestendige handvatten, bijvoorbeeld bij pannen
- Biljart- en snookerballen
- Boekbanden voor met name kleine kerkboekjes, gebedenboekjes en missaaltjes
- Doppen en deksels van vele verschillende levensmiddelen- en chemicaliëncontainers en medicijnflessen
- Handvatten van gebruiksvoorwerpen, zoals scheermessen en scheerdozen
- Behuizingen van elektrische apparaten, zoals telefoons, groepenkasten, radio's en haardrogers

## Andere naam
Aangezien "Bakeliet" een geregistreerd merk was, gebruikte Philips de naam "Philite" als handelsnaam voor dit product.
Om dezelfde reden zou Vynckier (Gent, BE) de naam Vyncolit(e) gebruiken.